# Ronaldo Helal
Ronaldo George Helal (Rio de Janeiro, 26 de janeiro de 1956) é um sociólogo brasileiro.

## Carreira
É graduado em Ciências Sociais pela Universidade Federal do Rio de Janeiro e em Comunicação pela Pontifícia Universidade Católica do Rio de Janeiro. Fez mestrado e doutorado em sociologia na New York University. A tese de doutorado, defendida em 1994, versou sobre “The Crisis of Brazilian Soccer as a sociological problem”, transformada em livro em 1997 (Passes e Impasses: futebol e Cultura de massa no Brasil). Depois fez um pós-doutorado, em Ciências Sociais na Universidade de Buenos Aires (2005-2006) com o projeto “Futebol, Mídia e Nação: as narrativas da imprensa argentina sobre o futebol brasileiro”. O pós-doutorado apoiado pela Capes, resultou em vários artigos acadêmicos. Dentre estes, destaca-se o “‘Jogo Bonito’ y ‘Fútbol Criollo’: la relación futbolística Brasil-Argentina en los medios de comunicación” .
Foi professor do Departamento de Comunicação Social da Pontifícia Universidade Católica do Rio de Janeiro por quase 10 anos. Desde 1987 é professor da Faculdade de Comunicação Social da Universidade do Estado do Rio de Janeiro, onde dá aulas na graduação e na pós-graduação. Foi chefe do Departamento de Teoria da Comunicação da referida faculdade diversas vezes e foi o primeiro coordenador -2002-2004-, do Programa de Pós-Graduação em Comunicação da UERJ.
Criou e coordena junto com o professor Hugo Lovisolo o grupo de pesquisa “Esporte e Cultura” da UERJ , cadastrado no CNPq – na Faculdade de Comunicação Social. O grupo foi fundado em 1998. Atualmente coordena também o Laboratório de Estudos em Mídia e Esporte – LEME  – na Faculdade de Comunicação Social.

## Obra
É considerado um dos pioneiros nos estudos acadêmicos sobre sociologia do esporte no Brasil, principalmente, o futebol, em sua interface com a comunicação  , trabalhando principalmente com análises sobre os recursos acionados pela mídia na construção de ídolos futebolísticos e em questões relativas à construção da identidade nacional por meio do esporte.
É pesquisador 1 do CNPq.
O historiador Bernardo Buarque de Hollanda, em artigo publicado na Revista Alceu, da PUC-Rio, afirma que "o diferencial interpretativo da obra de Ronaldo deriva dessa condição de pesquisador capaz de olhar o país, por assim dizer, de fora para dentro. À maneira de uma rica tradição de intérpretes do Brasil que se valeram da experiência formadora da viagem para interpelar o país sob novos parâmetros, Helal consegue igualmente analisar e criticar a entidade supostamente totalizante da nação, extraindo dela uma percepção insuspeitada do futebol praticado no país".
Em março de 2021, sua obra foi tema do Webinar "Futebol, Sociologia e Comunicação – reflexões sobre a obra de Ronaldo Helal", organizado pelo Centro de Pesquisa e Documentação de História Contemporânea do Brasil da Fundação Getulio Vargas (CPDOC/FGV).
No livro Perspectivas da Sociologia no Brasil, organizado por Hilton Costa, Nathallie Matos Ferrari escreveu o artigo “Ronaldo George Helal: a sociologia do esporte no Brasil e o futebol como construção da identidade nacional”.  Após analisar alguns dos trabalhos de Helal, Ferrari conclui que a “contribuição de seus estudos é notável, contribuindo para a consolidação da Sociologia do Esporte no Brasil no âmbito acadêmico, junto a alguns intelectuais como Roberto DaMatta e Simoni Guedes, por exemplo.” 

### Livros publicados
- O que é sociologia do esporte. São Paulo, Brasiliense, 1990.
- Passes e Impasses: futebol e cultura de massa no Brasil. Petrópolis, Vozes, 1997.
- A Sociedade na Tela do Cinema: imagem e comunicação. Rio de Janeiro, E-Papers, 2002. (Com Héris Arnt)
- A Invenção do País do Futebol: mídia, raça e idolatria. Rio de Janeiro, Mauad, 2007 (2ª edição,), 2001 (1ª edição). (Com Hugo Lovisolo e Antonio Jorge Gonçalves Soares)[12].
- Futebol, Jornalismo e Ciências Sociais: interações. Rio de Janeiro, EDUERJ, 2011.(Com Hugo Lovisolo e Antonio Jorge Gonçalves Soares).
- Copas do Mundo: comunicação e identidade cultural no país do futebol. Rio de Janeiro, EDUERJ, 2014 (Com Alvaro do Cabo).
- Esporte e Mídia: novas perspectivas. A influência da obra de Hans Ulrich Gumbrecht. Rio de Janeiro, EDUERJ, 2015 (Com Fausto Amaro).
- Copa do Mundo 2014: futebol, mídia e identidades nacionais. Rio de Janeiro, Lamparina, 2017 (Com Édison Gastaldo)[13].
- Helal, uma paixão rubro-negra. Rio de Janeiro, Letras e Versos, 2019[14].
- Narrativas do Esporte na Mídia: reflexões e pesquisas do LEME. Curitiba, Appris Editora, 2020 (Com Filipe Mostaro)[15].
- Sobre futebol, esporte e cultura. Curitiba, Appris Editora, 2021[16].
- Narrativas e performances de consumo na cidade. Rio de Janeiro, Editora AYRAN, 2021 (Com Ricardo Ferreira Freitas e Denise da Costa Oliveira Siqueira) [17].
- Esporte, mídia, identidades locais e globais: uma produção do Seminário Copa América. Rio de Janeiro: Metanoia Editora, 2021 (com Leda Costa e Carol Fontenelle) [18].
- Estudos em mídia, esporte e cultura. Curitiba: Appris, 2021 (com Leda Costa, Fausto Amaro e Carol Fontenelle) [19].
- Esporte e sociedade: a contribuição de Simoni Guedes. Curitiba: Appris, 2022 (com Leda Costa) [20].
- Copa de 1982 - Imprensa, História e memórias. Ponta Grossa: Atena, 2024 (com Alvaro Cabo, Leda Costa e Filipe Mostaro) [21].

.

### Principais capítulos de livro publicados
- “Está Lá o corpo estendido no chão: os locutores, a emoção esportiva e as transmissões pela televisão.” (Com Fausto Amaro). In: Bernardo Buarque de Hollanda; João Manuel Malaia dos Santos; Luiz Henrique de Toledo; Victor Andrade de Melo. (Org.). Olho no Lance: ensaios sobre esporte e televisão. Rio de Janeiro: 7 Letras, 2013, v. 1, p. 74-96.
- “Comunicação, futebol e cultura carioca: a integração por meio de rivalidades.” (Com Édison Gastaldo). In: Cíntia Sanmartin Fernandes; João Maia; Micael Herschman. (Org.). Comunicações e Territorialidades: Rio de Janeiro em cena. São Paulo: ANADARCO Editora, 2012, v. 1, p. 149-162.
- “Sobre os Juízes de Futebol: competência, imparcialidade e influência.” (Com Hugo Lovisolo) In: Luiz Rohden; Marco Antonio Azevedo; Celso Cândido de Azambuja. (Orgs.). Filosofia e Futebol: troca de passes. Porto Alegre: Editora Sulina, 2012, v. 1, p. 218-234.
- “Futebol, Comunicação e Nação: a trajetória do campo acadêmico”. In: José Carlos Marques; Osvando J. de Morais. (Orgs.). Esportes na Idade Mídia: diversão, informação e educacão. 1ed.São Paulo: Intercom, 2012, v. 1, p. 139-168.
- Tango, Samba and National Identities: Similarities and Differences in the Foundational Myths of 'Mi Noche Triste' and 'Pelo Telefone'. (Com Hugo Lovisolo) In: John Sinclair; Anna Cristina Pertierra. (Org.). Consumer Culture in Latin America. 1ed.Nova Iorque: Palgrave Macmillan, 2012, v. 1, p. 163-174.
- Futebol e Identidade Nacional: imprensa uruguaia e a realização do Mundial de 1930. (Com Alvaro do Cabo). In: José Carlos Marques, Jefferson Oliveira Goulart. (Orgs.). Futebol, Comunicação e Cultura. 1ed.São Paulo: Intercom, 2012, v. 1, p. 167-194.
- “'Se você construir ele virá': cinema e mitologia esportiva.” (Com Alvaro do Cabo) In: José Carlos Marques; Sandra Regina Turtelli. (Orgs.). Futebol, cinema e cia. São Paulo: Cultura Acadêmica, 2011, v. 1, p. 155-168.
- “A Marca de uma derrota: jornalismo esportivo e a construção do Maracanazo.” (Com Alvaro do Cabo). In: Ronaldo Helal; Hugo Lovisolo; Antonio Jorge Gonçalves Soares. (Org.). Futebol, Jornalismo e Ciências Sociais: interações. Rio de Janeiro: Eduerj, 2011, v. 1, p. 95-114.
- Pelé e Maradona: núcleos da retórica jornalística. (Com Hugo Lovisolo) In: Ronaldo Helal; Hugo Lovisolo; Antonio Jorge Gonçalves Soares. (Orgs.). Futebol, Jornalismo e Ciências Sociais: interações. 1ed.Rio de Janeiro: Eduerj, 2011, v. , p. 137-148.
- “Jogo Bonito y Fútbol Criollo: la relación futbolistica Brasil-Argentina en los medios de comunicación.” In: Alejandro Grimson. (Org.). Pasiones Nacionales: politica y cultura en Brasil y Argentina. Barcelona: Edhasa, 2007, v. 1, p. 349-385.
- “O Olhar do Outro: a imprensa argentina narra o futebol brasileiro.” In: Janice Caiafa; Mohammed ElHajji. (Orsg.). Comunicaçao e Sociabilidade: cenários contemporâneos. Rio de Janeiro: Mauad, 2007, v. 1, p. 109-128.
- “ Jornalismo e futebol: argentinos e brasileiros ou do ‘odiar amar' e do ‘amar odiar’.” (Com Hugo Lovisolo). In: José Carlos Marques. (Org.). Comunicação e Esporte: diálogos possíveis. 1ed. São Paulo: Intercom, 2007, v. 1, p. 12-25.
- “Mídia, construção da derrota e o mito do herói.” In: Helal, Ronaldo; Soares, Antonio Jorge Gonçalves; Lovisolo, Hugo. (Orgs.). A Invenção do ´País do Futebol: mídia, raça e idolatria. .Rio de Janeiro: Mauad, 2007, v. 1, p. 135-148.
- “Futebol.” (Com Antonio Jorge Gonçalves Soares e José Geraldo Salles). In: Lamartine P. DaCosta. (Org.). Atlas do Esporte no Brasil. 1ed. Rio de Janeiro: Shape Editora, 2005, v. 1, p. 257-260.
- “ O Declínio da Pátria de Chuteiras: imprensa, futebol e identidade nacional na Copa do Mundo de 2002.” (Com Antonio Jorge Gonçlalves Soares) In: Miguel Pereira; Renato Cordeiro Gomes; Vera Lucia Follain de Figueiredo. (Org.). Comunicação, Representação e Práticas Sociais. 1ed. Rio de Janeiro: Editora PUC-Rio, 2004, v. 1, p. 257-277.
- “Idolatria e Malandragem: a cultura brasileira na biografia de Romário.” In: Pablo Alabarces. (Org.). Futbologías, Fútbol, Identidad y Violencia en América Latina. .Buenos Aires: CLACSO, 2003, v. 1, p. 225-240.
- “Mídia e Idolatria: o caso Ronaldinho.” In: Antonio Adami; Barbara Heller; Haydée Dourado De Faria Cardoso. (Org.). Mídia, Cultura, Comunicação.2. São Paulo: Arte e Ciência, 2003, v. 2, p. 107-123.
- The Crisis of Brazilian Football: perspectives for the twenty-first century. (Com Cesar Gordon junior) In: J. A. Mangan; Lamartine P. DaCosta. (Orgs.). Sport in Latin American Society: past and present. 1ed.Londres: Frank Cass Publisher, 2002, v. 1, p. 139-158.
- “As idealizações de Sucesso no Imaginário Futebolístico Brasileiro: um estudo de caso.” In: Pablo Alabarces. (Org.). Peligro de Gol: estudios sobre deporte y sociedad en America Latina. .Buenos Aires: CLACSO - Consejo Latinoamericano de Ciencias Sociales, 2000, v. 1, p. 101-112.
- “Cultura e Idolatria: ilusão, consumo e fantasia.” In: Everardo Rocha. (Org.). Cultura e Imaginário. Rio de Janeiro: Mauad, 1998, v. 1, p. 135-150.

### Principais artigos publicados
- “Homo Ludens e o Futebol Espetáculo.” (com Édison Gastaldo). Revista Colombiana de Sociología, v. 36, p. 111-122, 2013.
- “The decline of the `Soccer-Nation-: journalism, soccer and national identity in the 2002 World Cup.” Soccer and Society, v. 1, p. 1-15, 2013.(Com Antonio Jorge Gonçalves Soares)
- “Os hermanos nos amam.” Revista de História (Rio de Janeiro), v. 68, p. 40-43, 2011.
- “Mitos e Verdades do Futebol (que nos ajudam a entender quem somos).” Insight Inteligência (Rio de Janeiro), v. 52, p. 68-81, 2011.
- “Futebol e Comunicação: a consolidação do campo acadêmico no Brasil.” Comunicação, Mídia e Consumo (São Paulo. Impresso), v. 8, p. 11-37, 2011.
- “Fotos de un juego: la relación entre el fútbol y Instagram desde la perspectiva de la teoría de las materialidades de la comunicación.” .(Com Fausto Amaro e Débora Gauziski). Ludicamente, v. 2, p. 1-15, 2013
- “Corpo, performance e materialidade: por um olhar não-hermenêutico nos estudos sobre esporte.” ( Com Fausto Amaro) Revista Fronteiras (Online), v. 15, p. 211-219, 2013. (Com Fausto Amaro)
- “Uma Partida em Imagens: Instagram, Futebol e Materialidades da Comunicação.”(Com Fausto Amaro e Débora Gauziski). Logos (Rio de Janeiro. Online), v. 19, p. 82-95, 2012.
- “O Racismo no Futebol Carioca na Década de 1920: imprensa e invenção das tradições.” (Com João Paulo Teixeira) Revista de Ciências Sociais (Fortaleza), v. 42, p. 77-88, 2011.
- “A construção de um ídolo futebolístico na imprensa: um estudo de caso.”(Com Fausto Amaro, Alvaro do Cabo, Camila Augusta Alves e João Paulo Vieira Teixeira) Organicom (USP), v. 8, p. 233-246, 2011.
- “As Novas Fronteiras do ‘País do Futebol’”. Rio Pesquisa (FAPERJ), v. 11, p. 37-40, 2010.
- “El Mundial de 1930: un análisis de la prensa uruguaya acerca del evento.” (Com Alvaro do Cabo) Revista Latinoamericana de Ciencias de la Comunicación, v. 12, p. 126-136, 2010.
- “De la magia a la merde la mirada de la prensa Argentina sobre la selección brasileña de fútbol en el Mundial 2006 “.(Com Alvaro do Cabo)Razón y Palabra, v. 69, p. 1-16, 2009.
- “Pra frente Brasil! Comunicação e identidade brasileira em Copas do Mundo.” (Com Alvaro do Cabo e Carmelo Silva) Esporte e Sociedade, v. 5, p. 1-21, 2009.
- “Pelé y Maradona: el periodismo y las contradiciones entre los héroes y las sociedades.” (Com Hugo Lovisolo) Lecturas Educación Física y Deportes (Buenos Aires), v. 139, p. 1-7, 2009.
- “17 de junho de 1970 - Brasil 3 x1 Uruguai: jornalismo esportivo e acionamento da memória na imprensa uruguaia.” (Com Alvaro do Cabo) Estudos de Sociologia (Recife), v. 14, p. 93-114, 2008
- “El ocaso de 'La Patria de Botines': periodismo, fútbol e identidad nacional en el Mundial de 2002.” (Com Antonio Jorge Gonçalves Soares). Lecturas Educación Física y Deportes, Buenos Aires, v. 86, p. 1, 2005.
- “Como Eles Nos Veêm: futebol brasileiro e imprensa argentina.” Revista Contemporânea (UERJ), Rio de Janeiro, v. 3, n.4, p. 66, 2005.
- “Futebol, Imprensa e Memória.” (Com Antonio Jorge Gonçalves Soares e Marco Santoro). Revista Fronteira (UNISINOS), Unisinos, São Leopolodo, v. 6, p. 61-78, 2004.
- “A construção de narrativas de idolatria no futebol brasileiro.” Alceu. (PUCRJ), Rio de Janeiro, v. 4, n.7, p. 19-36, 2003.
- “Idolatria e Malandragem: a cultura brasileira na biografia de Romário.” INTERCOM (São Paulo), São Paulo, v. 26, n.2, p. 24-39, 2003.
- “A Crise do Futebol Brasileiro: perspectivas para o século XXI.” (Com César Gordon Junior). Eco-Pós (UFRJ), Rio de Janeiro, v. 5, n.1, p. 37-55, 2002.
- “Do Grande aos Pequenos Irmãos: Notas para uma análise da relação entre Mídia e Controle Social.” (Com Marcio Souza Gonçalves). INTERCOM (São Paulo), Rio de Janeiro, v. 25, n.2, p. 151-165, 2002.
- “The Crisis of Brazilian Football: perspectives for the twenty-first century.” (Com César Gordon Junior). International Journal of the History of Sport, Londres, v. 18, p. 139-158, 2001.
- “Sociologia, História e Romance Na Construção da Identidade Nacional Através do Futebol.” (Com César Gordon Junior) Estudos Históricos (Rio de Janeiro), Fundação Getúlio Vargas, Rio d, v. 23, p. 135-155, 1999.
- “Mídia, Ídolos e Heróis do Futebol.” Comunicação, Movimento e Mídia na Educação Física, Santa Maria, Rio Grande do Sul, v. 2, p. 32-52, 1999.
- “Les Cas Bebeto, Football et Identité Culturelle au Brésil.” (Com Maria Claudia Coelho) Cahiers de L'Imaginaire, Paris, v. 13, p. 103-109, 1996.